# Sitana marudhamneydhal
Espèce
Sitana marudhamneydhal est une espèce de sauriens de la famille des Agamidae.

## Systématique
L'espèce Sitana marudhamneydhal a été décrite en 2016 par les herpétologistes indiens Veerappan Deepak (d), Akshay Khandekar (d), Sandeep Varma (d) et R. Chaitanya (d).

## Description
Ce lézard atteint environ 55 mm sans la queue. Il vit près des côtes, dans les prairies ou les zones sablonneuses. 
C'est une espèce ovipare qui se reproduit de septembre à octobre, et les petits éclosent durant le mois de janvier.

## Distribution
Cette espèce est endémique d'Inde, et plus précisément de l’État de Tamil Nadu.

## Étymologie
L'épithète spécifique, marudhamneydhal, est une combinaison de deux anciens mots tamoul Marudham, « prairie cultivable » et Neydhal, « terre près de la côte », en référence aux lieux où l'on rencontre cette espèce.

## Publication originale
- (en) V. Deepak, Akshay Khandekar, Sandeep Varma et R. Chaitanya, « Description of a new species of Sitana Cuvier, 1829 from southern India », Zootaxa, Magnolia Press (d), vol. 4139, no 2,‎ 20 juillet 2016, p. 167–182 (ISSN 1175-5334 et 1175-5326, OCLC 49030618, PMID 27470796, DOI 10.11646/ZOOTAXA.4139.2.2).